# Герб Полтави
Герб Полтави — офіційний символ міста Полтава, затверджений рішенням Полтавської міської ради народних депутатів від 24 лютого 1993 року.
Цей герб підтверджено Рішенням № 83 Полтавської міськради від 3 березня 1993 року "Про затвердження Положення про герб міста Полтави та порядок використання герба та міської символіки". 

## Опис
"На малиному щиті золотий лук з натягненою тятивою i стрiлою, направленою вiстрям донизу. З чотирьох бокiв щита лук оточують золотi грановані шестикутнi зiрки."
Вiнчає композицiю золотий напис "Полтава", виконаний старослов'янським шрифтом, причому лiтера "Т" зображена у виглядi геральдичного хреста.

## Символізм

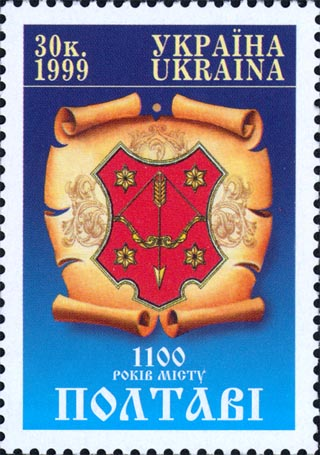
Поштова марка із гербом Полтави (1999)

Полтавський герб уособлює спадкоємність національної символіки, наданої місту, як одному з полкових адміністративних центрів українського козацтва часів Богдана Хмельницького. Цим гербом Полтава користувалася понад 100 років.
Основою герба є геральдичний щит початку Полтавського міського магістрату 1700-х років.
Малиновий колір відповідає планеті Меркурій і природному каменю аметисту, символізуючи собою панування, гідність, щедрість, благочестя.
Золотий лук – символ військової зброї. Тятива його натягнута стрілою (що означає готовність до бою), направленою вістрям до низу, символізуючи охорону мирної праці.
Бойову атрибутику з чотирьох боків оточують золоті охоронці шестикутні зірки, що символізують собою чотири боки світу: північ, південь, схід і захід.

## Критика
Офіційний герб Полтави, створений художником Батуріним Віктором Миколайовичем, не є гербом у класичному розумінні, а є скоріше стилізованим логотипом міста.

## Історія

### Герб клану Глинський

Герб клану Глинський

У праці історика Миколи Лятошинського «Герби міста Полтави» сказано про те, що найдавнішим гербом міста був родовий герб князів Глинських. Це також підтверджує книга «Полтава історико – архітектурний нарис» Віктора Бабенко.
Онук половця Мамая – Лексад Мансурксанович, побоюючись репресій нового хана, перейшов на сторону литовського князя. Згодом прийняв православну віру та охрестився іменем Олександр. На території сучасних Сумської й Полтавської областей, Лексад Мансурксанович заснував декілька міст – Глинськ, Глинниця і Полтава, про що сказано на сайті Сумського історичного порталу.
Вітовт Великий князь литовський передав в управління князю Олександру Максурксановичу фактично все лівобережжя України, натомість князь Максурксанович і його нащадки зобов’язувалися захищати ці прикордонні землі від ворогів. У XV столітті князів Максурксановичів в офіційних литовських документах починають іменувати князями Глинськими, за назвою міста Глинськ, де знаходилася їх резиденція.

### Герб клану Байбуза

Герб клану Байбуза

1537 року, фактична власниця Полтави Огрофена Байбуза (донька Василя Глинського), заповіла місто своєму зятеві черкаському боярину Михайлу Грибуновичу. Певно разом з земельними володіннями він отримав у спадок і другу частину свого прізвища – Байбуза.
У родовому гербі Грибуновичів зображувалися: у червоному полі срібна стріла в стовп вістрям додолу, що пробиває голову змії, обвитої навколо неї, та три золоті гриби на долу в позиції 2:1; намет червоний, підбитий золотом, про це сказано на сайті Бориса Тристанова. Також ця гіпотеза підтверджена в книзі «Полтава історико – архітектурний нарис».
Згідно родових переказів один з предків Грибуновичів, татарський мурза, побачив при дворі литовського князя готову до нападу змію, що сховалася серед грибів і вразив її влучним пострілом з лука та врятував князя.

### Герб часів Речі Посполитої

Реконструкція герба Полтави 1646-1648 років

Від 1569 року Полтава перебуває у складі Речі Посполитої. 1646 року Полтаву, після смерті Станіслава Конецпольського, захопили загони Яреми Вишневецького, якому належало 53 поселення на лівобережжі України (переважно Полтавщини) із резиденцією у місті Лубни.
На гербі Полтави, в той час, коли вона була володінням княжого роду Вишневецьких, зображувався натягнутий лук зі стрілою, яка пронизує серце, про це сказано в книзі «Полтава історико – архітектурний нарис».
У польському гербовнику зберігся такий опис цього герба: «в щиті білого поля лук натягнутий зі стрілою, що пронизує серце, яке має три поперешника», сказано на сайті Бориса Тристанова.

### "Герб Хмельницького"

Реконструкція герба 1654 року

Після козацької визвольної війни проти Речі Посполитої 1648 – 1654 років, гетьманом Богданом Хмельницьким Полтаві був дарований новий герб. Герб 1654 року використовує елементи попереднього герба: "в лазуровому полі лук зі стрілою, спрямованою в землю, в кутах щита чотири восьмигранні зірки".
На практиці, після отримання Магдебурзького права, на магістратських печатках з другої половини XVII століття до 1779 року використовувався спрощений герб - натягнутий лук зі стрілою, супроводжуваний зірками (їх могло бути дві або чотири).
Герб ставився на предметах міської власності, розміщувався на будівлі ратуші або магістрату, на міських воротах. Міський герб був обов’язковим атрибутом в торгівельних операціях міста.

### Імперський період

#### Герб Полтавського гарнізонного полку
1667 року Полтава була приєднана до Московської держави і польський герб більше не використовувався. У складі Російської імперії Полтава була повітовим містом Новоросійської губернії, а від 1802 року - центр Полтавської губернії.
Проєкт герба Полтави був розроблений у 1720-х роках п'ємонтським графом герольдмейстером Франциском Санті. А 1730 року затверджений для прапорів Полтавського гарнізонного полку: "золоте поле, поділене на чотири частини; з них на верхній, червоній, дві хрестоподібні шпаги, на нижній, блакитній, золота піраміда; на лівій, білій, на зеленій землі червоний прапор із Державним гербом і всередині нього – вензель ім'я Імператора Петра I; на правій, білій, на зеленій землі пальмове дерево."
Герби виготовлені Санті та його помічниками не були затверджені й адміністрація міст малюнки гербів не отримала. Натомість розробка гербів перейшла під контроль військового відомства.1728 року герольдмейстерська контора, використовуючи заготовки гербів Франциско Санті, склала герби 88 провінційних міст, котрі були затверджені 1730 року. По факту – це були копії гербів складених Санті.

#### Герб Полтавського намісництва

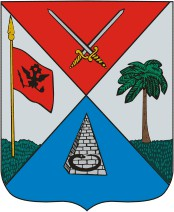
Герб Полтавського намісництва

1775 року за завданням Військової колегії було складено новий знаменний гербовник, який у літературі отримав назву "Гербовник М.М. Щербатова ". У Гербовнику Полтавський герб був аналогічний тому, що буде прийнятий 1803 року, за виключенням того, що змія у цьому варіанті не згорнулася кільцем, а оточила піраміду.
Герб Полтавського намісництва був затверджений 22 травня 1803 року. Мав вигляд чотирьохдільного, скошеного щита: в першій частині в червоному полі — дві шпаги, покладені навхрест; в другій частині — в срібному полі прапор із гербом; у третій частині — в срібному полі пальма; у четвертій частині — в лазуровому полі кам'яна піраміда; на якій зображена — змія, згорнута в кільце.
Відповідно до символіки закладеної в гербі Полтави, кам’яна піраміда і змія згорнута в кільце, котра тримає в пащі свій хвіст – символ вічності. Пальма, котра ніби випадково потрапила на цей герб – символізує першість в Полтавській битві. Композиція герба прославляє перемогу російської армії над шведськими військами в Полтавській битві (1709 року).

#### Проєкт Кене

Проєкт Кене

1859 року Бернгардом Кене був складений новий проєкт герба Полтави - у золотому щиті чорний трикутний пам'ятник, прикрашений золотою кільцеподібною змією. За пам'ятником два зелених прапори з золотим коронованим вензелем імператора Петра Великого, з червленими держаками, з вістрями від списа, у верхній частині щиту два навхрест покладені мечі.
Передбачалося, що герб будуть оточувати колосся, з'єднані Олександрівською стрічкою. Щит вінчає золота мурована корона з трьох зубців. Проєкт не був затверджений, хоча і послужив основою для затвердженого герба Полтавської губернії 1878 року.

### Радянський період
В  період з 1917 по 1991 роки офіційні дані про герб Полтави відсутні. На початку 1960-х років існував проєкт герба Полтави, на якому центральним елементом виступав Монумент слави в центру Корпусного саду. Цей монумент також використовувала різна сувенирна продукція та білети міської лотереї 1992 року.